# Charlotte (banda)
Charlotte foi uma banda de Visual kei, especificamente Oshare kei, que usava como tema a vida escolar; o site do oficial da banda é intitulado "A escola de Yokohama Charlotte" e seus visuais consistiam em uniformes escolares.

## Biografia
Em Yokohama, os três membros fundadores do Charlotte decidiram fazer um show teste no Yokohama Arena Sound Hall em 2000. Naquele tempo somente Kazuno, Ruka e Takane eram membros oficiais, enquanto Mitsujou era o guitarrista suporte, mas logo depois virou membro oficial, lançando a primeira demo com a banda, simplesmente intitulada de “Charlotte” e fazendo um próximo show no Yokohama 7th Avenue. Logo depois Touya completou a banda como o segundo guitarrista e a banda mudou a escrita do seu nome para “Charlotte”, só que em caracteres em hiragana.
Como qualquer uma banda de Visual Kei iniciante, a banda embarcou em uma longa agenda de shows para ganhar algum reconhecimento, o que funcionou muito bem: logo no início a banda apareceu no show do HYSTERIC MEDIA ZONE antes do lançamento do seu primeiro single em 2002.
Já com um certo sucesso a banda fez mais shows, inclusive participações em grandes eventos como “stylish wave ‘03”, como também lançou mais CDs. Em Agosto a banda realizou seu primeiro one-man no Takadanobaba AREA, que teve seus ingressos esgotados, como também lançou um CD “coupling” com a banda MASK, que alcançou o 4º lugar no ranking independente do Oricon.
Em 2004 a banda retornou para casa, fazendo um one-man no Yokohama Arena Sound Hall, que também teve seus ingressos esgotados. Lançaram seu primeiro mini-álbum, participaram do “stylish wave ‘04” e também alcançaram de novo o ranking do Oricon com o single “Koishinbou Mansei!!”.
2005 foi um ano de boas novidades para a banda: embarcaram numa tour one-man por Nagoya, Osaka e Yokohama, além de uma tour patrocinada pela revista hev’n. Lançaram outro mini-álbum e o primeiro DVD ao vivo, além de duas coletâneas com músicas de CDs que estavam esgotados.
Já 2006 veio com várias surpresas agradáveis: mesmo não sendo a banda mais famosa de oshare-kei, o Charlotte assinou um contrato major. Como primeiro single major a banda decidiu por regravar e relançar o single Yokohama Love Story, só que com uma b-side diferente: DIAMOND BUSAIKU. Além disso, a banda embarcou em outra tour one-man por todo o Japão, tendo o show final no famoso Shibuya AX, que também teve os ingressos esgotados. Para completar o ano com chave de outro, a banda lançou o primeiro full-álbum em Dezembro, intitulado “Sharudenashi Blues”. Por trás disso, espera-se que essa banda de visual colegial conquiste muitas outras coisas com o novo contrato major e que continuem fazendo músicas com a mesma alegria de sempre.
De acordo com o OHP da banda, o vocalista Kazuno faleceu no dia 05 de abril de 2011, devido a uma "doença súbita".

### Charlotte no Brasil
A banda ganhou fama notória em território nacional em 2007 após rumores de sua vinda ao Brasil (com a banda Hime Ichigo). Em junho de 2007 os rumores se provaram verdade. Durante o aniversário da casa de show Takadanobaba AREA, realizado no dia 3 de junho, no Zepp Tokyo, Charlotte anunciou sua vinda ao país. O show seria o J-Rock Rio, mas acabou por ser cancelado.
Porém, a vinda do Charlotte foi remarcada, desta vez sem o Hime Ichigo, por diferentes organizadores, a Yamato Comunicações e Eventos e o site JmusicAmerica Brasil. O grupo fez duas apresentações no Brasil, uma em São Paulo, no dia 10 de novembro, e outra no Rio de Janeiro, no dia 11 de novembro.

## Membros
- Kazuno - vocais
- Touya - guitarra
- Mitsujou - guitarra
- Ruka - baixo
- Takane - bateria